# ميشيل مارتن تايلور
ميشيل مارتن تايلور (بالإنجليزية: Michele Martin Taylor)‏ هي رسامة أمريكية، ولدت في 1946.

## معرض صور

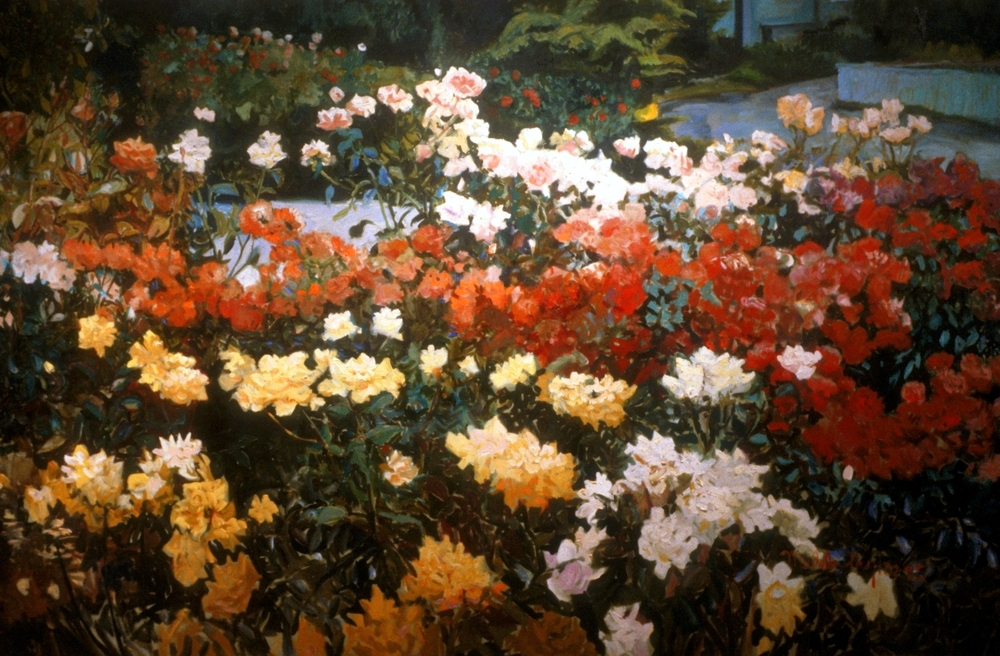
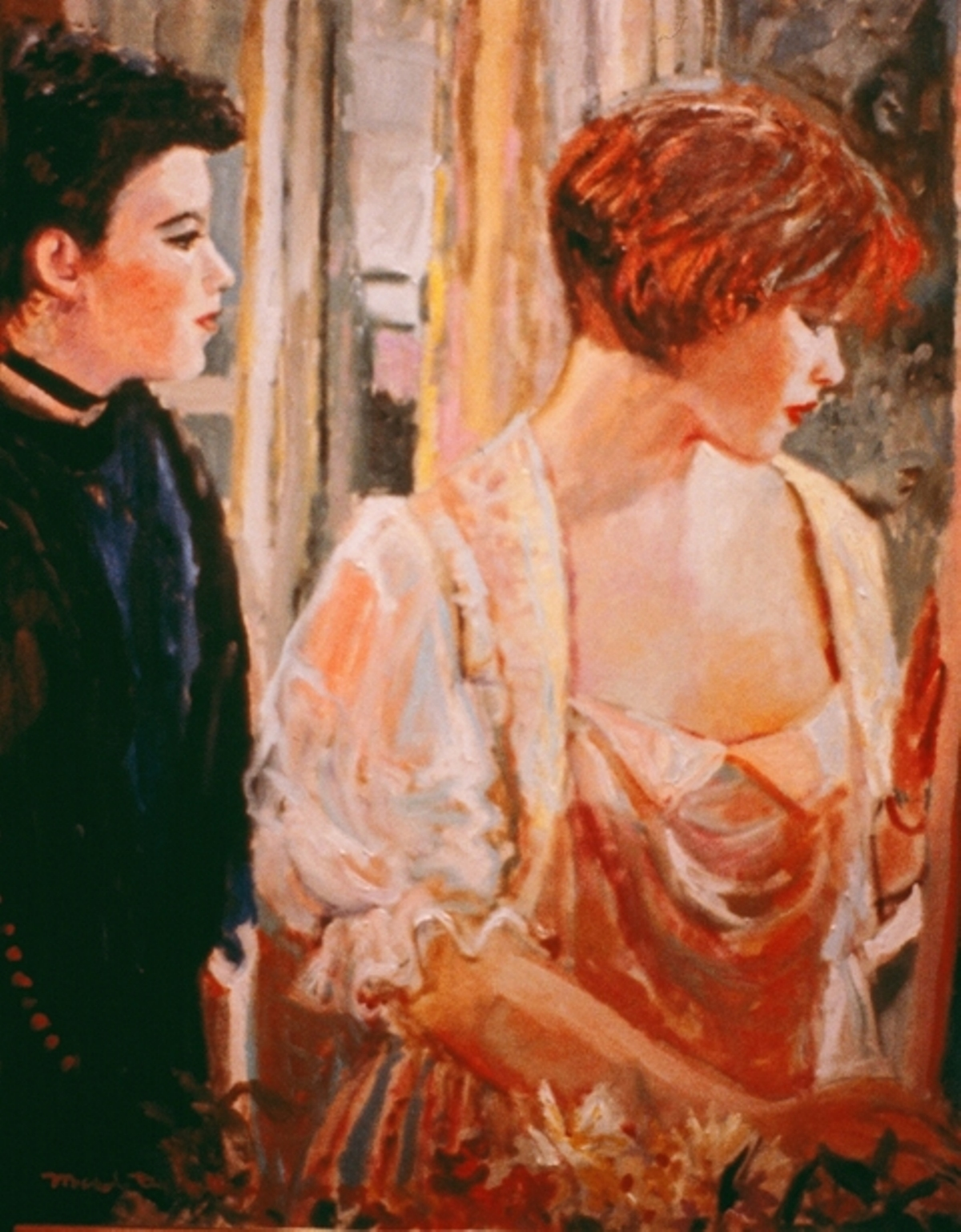
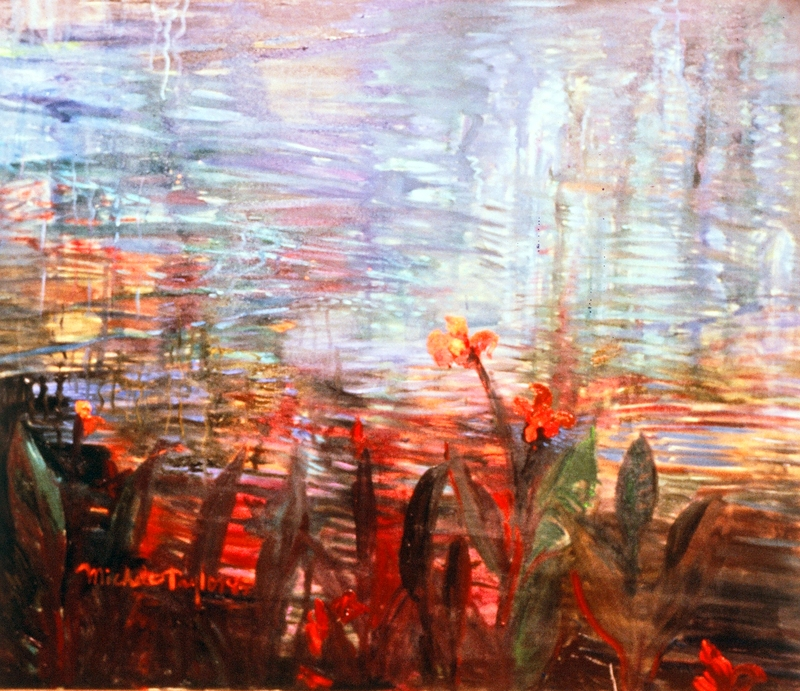
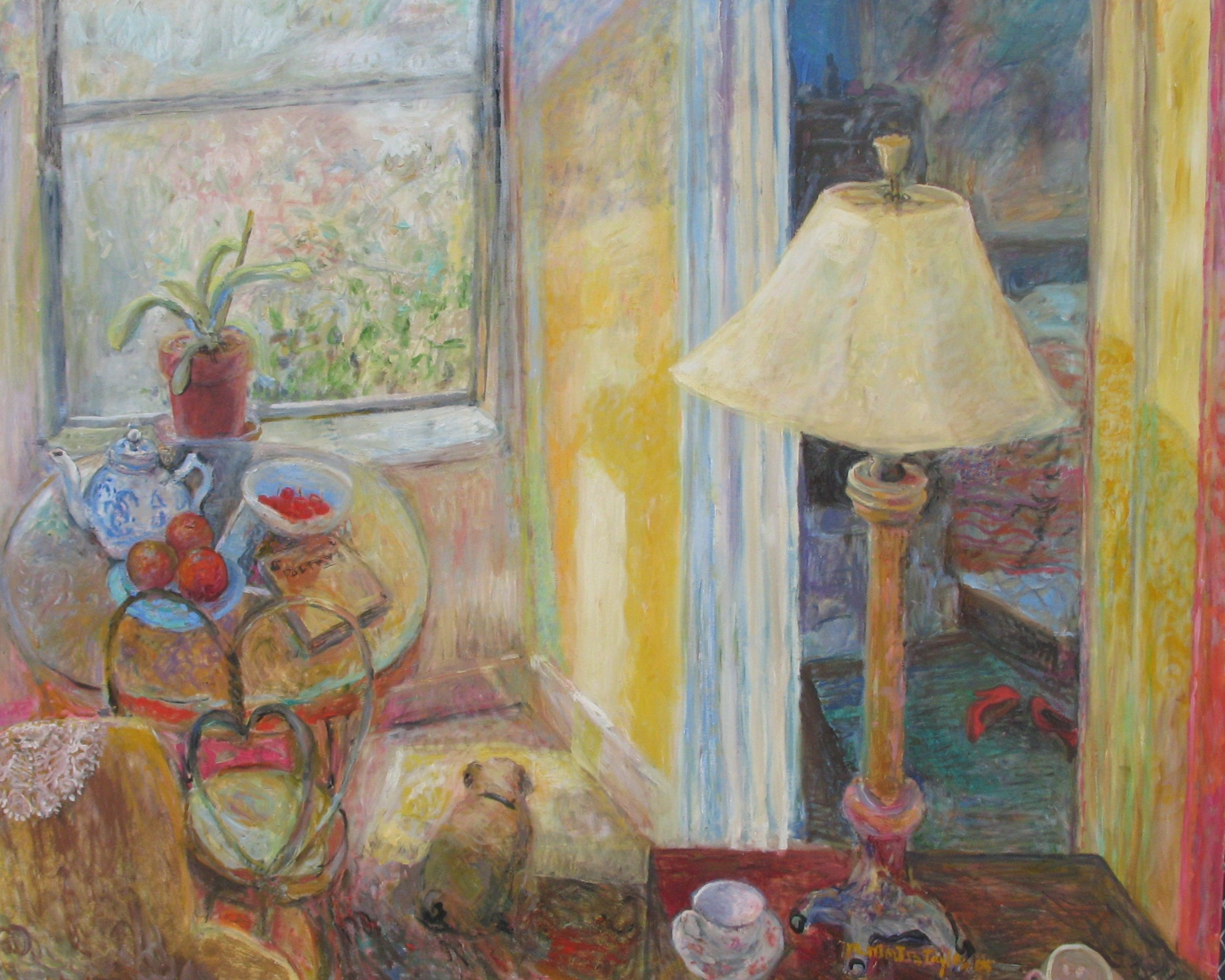